# 圣西吉斯蒙 (旺代省)
圣西吉斯蒙（法語：Saint-Sigismond，法語發音：[sɛ̃ siʒismɔ̃] ⓘ）是法国卢瓦尔河地区大区旺代省的一个市镇，属于丰特奈勒孔特区。

## 地理
圣西吉斯蒙（46°21'1"N, 0°41'24"W）面积10.46 平方千米，位于法国卢瓦尔河地区大区旺代省，该省份为法国西部沿海省份，北起大西洋卢瓦尔省和曼恩-卢瓦尔省，西临大西洋，南至滨海夏朗德省，东部及东南部与德塞夫勒省接壤。
与圣西吉斯蒙接壤的市镇（或旧市镇、城区）包括：阿尔赛、伯内、当维克斯、利耶、马耶宰、勒马佐。

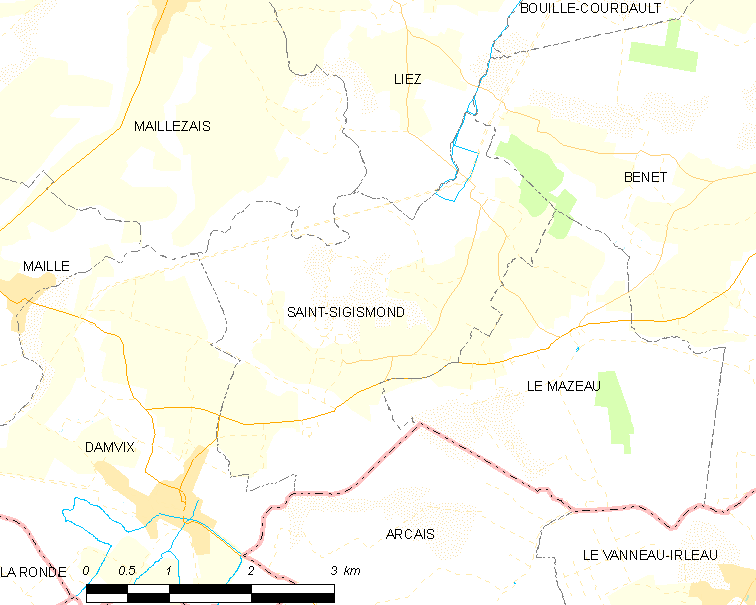
的OSM定位图

圣西吉斯蒙的时区为UTC+01:00、UTC+02:00（夏令时）。

## 行政
圣西吉斯蒙的邮政编码为85420，INSEE市镇编码为85269。

## 政治
圣西吉斯蒙所属的省级选区为丰特奈勒孔特县。

## 人口

1962-2008年间人口变化图示

圣西吉斯蒙于2022年1月1日时的人口数量为424人。